# Computer Based Training
Computer Based Training（CBT コンピュータ・ベースド・トレーニング）は、コンピュータを使用したeラーニングの一形態である。一般に、学習者が自習形式で進める方式を表すことが多い。
eラーニングの一部を表す言葉である為、詳細はeラーニングを参照の事。

## 概要
書籍では代替の利かない、コンピュータの利点を生かした教材が用いられることが多い。学習者は、コンソール（パーソナルコンピュータが用いられることが多い）に向かい、対話的なインターフェースを備えた学習用ソフトウェアを操作しながら学習を進める。コンソールからの出力には、ディスプレイ上に表示されるハイパーテキスト、静止画、ムービーのほか、音声が含まれることもある。入力には、キーボードやマウス、音声認識などを用いる。単なる文字の羅列ではない、インタラクティブ性のあるリッチコンテンツを参照することにより、高い学習効果が期待できるとされている。
教材の提供は、CD-ROMなどの光ディスクで行われることが多いが、インターネット及びWAN、LANなどのネットワーク経由で配信されることもある。その場合、クライアントPCに一括ダウンロードしてローカルで実行するものと、教材はサーバ上に置かれ、学習者はウェブブラウザを通して教材にアクセスするものがある。
想定学習時間がある程度長い場合、複数のセクションに分かれている。これにより、まとまった時間が取れなくても効率よく学習を進めることができる。セクションの最後には理解力テスト、全セクション終了後には最終テストを行い、不合格になった場合は当該セクションを再度学習し直すよう促されることが多い。これは、適当に流し読みして終わらせることを防ぐための措置であり、テストに合格した時点で修了とされる。

## 長所と短所
学習者は、自らのペースに合わせて進められるので、自分が納得するまで繰り返して学習することができる。また、作業手順を動画で見たり、シミュレーション演習を行ったりすることができる場合もある。提供側には、教官の労力を削減できる（即ち人員コストを下げられる）、教材の修正や更新が容易であるなどの利点がある。特に情報教育や語学との親和性が高い。たとえば、アプリケーションの操作方法を学習する場合、動画で示されたチュートリアルに従って実習し、間違った操作をすると即座にやり直しを促すガイドが表示され、誤った理解のまま次のセクションに進むことを防止するといった処理が行われる。外国語会話を学習する場合であれば、聞き取れなかった音声を何度も繰り返して聞くことで理解を深めることができる。
その反面、パソコンのディスプレイに向かうのは書籍を読むより集中できない、ペンで紙に書かないと覚えられないと主張する者もいる。職場でCBTを導入した場合、業務の合間もしくは就業時間外に学習することになるが、自分の仕事が終わった後に行うにしても、他の社員が残業している中で行うことになるためやりづらさを感じたり、集中しづらい環境で行わざるを得ないことがある。また、日常業務に忙殺され、期限の直前になって詰め込み学習を行い、理解が浅いままになってしまうこともある。長時間同じ姿勢でディスプレイを見続けなければならないことから、ドライアイや肩こり、腰痛の原因にもなりかねないという指摘がある。人によっては、マウス操作やキーボード入力など、CBTを進めるのに必要な操作の方法から分からないということもある。学習者全員に一律のカリキュラムが組まれるため、学校教育など、個人に合わせたきめ細かな指導を行う必要がある分野には向かない。
学習期間と規模によっては、機材の導入・運用コストと、教材の購入コストが問題となる。学習時間中は1人1台のコンソールを占有することになるため、小規模ないし長期に亘る場合は利用効率が悪く、コスト負担が相対的に大きくなる。逆に、1人当たりの占有時間が短く、シフトを組んで回転を速くすることができる場合や、コンピュータネットワークを利用して大規模に展開する場合には、ランニングコストの削減が見込める。

## 利用分野
情報教育には頻繁に利用されている。シスコシステムズやマイクロソフトなどのベンダーが認定する教育機関では、トレーニングの一部をCBTで行うことができる。また、アプリケーションソフトウェアのチュートリアルには、実際に操作する画面と同じものが表示され、ムービーやポインタの指示通りに動かしながら操作方法を理解できるように作られているものがあるが、これもCBTの一形態といえる。新入社員教育向けに、パソコンを一通り扱えるようにするための学習用ソフトウェアを販売している業者もある。
語学では、カセットテープによって行われていたヒアリングの学習が、コンパクトディスクやパソコンに置き換えられている。パソコンを用いると、別途テキストが必要なく、短いセンテンスを何度も繰り返して聞くことができるといったメリットがある。但し、漢字など、インプットメソッドにより入力する文字について学習することは難しい。また、音声認識技術は発展途上であり、認識精度が低いため、実践的な会話をシミュレートすることはできない。